# Canal 24 Horas
Canal 24 Horas – kanał informacyjny należący do hiszpańskiego nadawcy publicznego TVE.
Canal 24 Horas produkuje programy informacyjne i publicystyczne dla trzech programów nadawcy publicznego La 1, La 2 i TVE Internacional. Canal 24 Horas korzysta z całej infrastruktury telewizji publicznej oraz ośrodków regionalnych. Sygnał Canal 24 Horas jest dystrybuowany poprzez satelitę, telewizję kablową, cyfrową telewizję naziemną oraz on-line w internecie.
Stacja zatrudnia około 25 prowadzących/dziennikarzy występujących na antenie.

## Ramówka
Serwisy informacyjne emitowane są co pół godziny.
- 06.00 - 07.00 poranne pasmo informacyjne
- 07.00 - 09.00 Telediario matinal - poranne serwisy informacyjne, sportowe, pogoda
- 09.00 - 10.15 Los desayunos de TVE - wywiad z gościem w studio
- 10.15 - 10.30 Reportaje - reportaż
- 10.30 - 11.00 Puente Atlántico - Most nad Atlantykiem - magazyn informacyjny
- 11.00 - 12.00 Informativo –
- 12.00 - 12.30 Informativo - serwis informacyjny
- 12.30 - 13.00 Factual programme - program publicystyczny
- 13.00 - 13.30 Telediario internacional – międzynarodowy serwis informacyjny
- 13.30 - 14.00 TVE 2 programme serwis informacyjny programu 2 telewizji ogólnokrajowej
- 14.00 - 14.30 Informativo - serwis informacyjny
- 14.30 - 15.00 Los desayunos de TVE – wywiad z gościem dnia
- 15.00 - 16.00 Telediario 1 – serwis informacyjny
- 16.00 - 17.00 TVE 2 programme - program z anteny programu 2 telewizji ogólnokrajowej
- 17.00 - 18.00 Informativo - serwis informacyjny
- 18.00 - 18.30 Telediario internacional - międzynarodowy serwis informacyjny
- 18.30 - 19.00 Puente Atlántico - Most nad Atlantykiem – magazyn informacyjny
- 19.00 - 20.00 Informativo - magazyn informacyjno-reportażowy
- 20.00 - 20.30 Informativo - serwis informacyjny
- 20.30 - 21.00 Factual programme – magazyn tematyczny
- 21.00 - 22.00 Telediario 2 - program z anteny programu 2 telewizji ogólnokrajowej
- 22.00 - 22.30 Informativo - serwis informacyjny
- 23.00 - 23.30 Informativo - serwis informacyjny - podsumowanie dnia
- 23.30 - 00.00 Factual programme – program tematyczny
- 00.00 - 00.30 Informativo
- 00.30 – 06.00 nocne pasmo informacyjno-reportażowe, powtórki programów